# Gurupi Airport
Gurupi Airport är en flygplats i Brasilien.   Den ligger i kommunen Gurupi och delstaten Tocantins, i den centrala delen av landet, 500 km norr om huvudstaden Brasília. Gurupi Airport ligger 349 meter över havet.
Terrängen runt Gurupi Airport är huvudsakligen platt. Gurupi Airport ligger uppe på en höjd. Närmaste större samhälle är Gurupi, 7,0 km öster om Gurupi Airport.
Omgivningarna runt Gurupi Airport är huvudsakligen savann. Runt Gurupi Airport är det ganska glesbefolkat, med 38 invånare per kvadratkilometer.